# Liste der Biografien/Von
Liste der Biografien |
Portal Biografien |
Personensuche
# |
A |
B |
C |
D |
E |
F |
G |
H |
I |
J |
K |
L |
M |
N |
O |
P |
Q |
R |
S |
T |
U |
V |
W |
X |
Y |
Z |
?
 
Va |
Vd |
Ve |
Vh |
Vi |
Vj |
Vl |
Vn |
Vo |
Vr |
Vs |
Vt |
Vu |
Vy
 
Voa |
Vob |
Voc |
Vod |
Voe |
Vof |
Vog |
Voh |
Voi |
Voj |
Vok |
Vol |
Vom |
Von |
Voo |
Vop |
Vor |
Vos |
Vot |
Vou |
Vov |
Vow |
Vox |
Voy |
Voz
Die Liste der Biografien führt alle Personen auf, die in der deutschsprachigen Wikipedia einen Artikel haben. Dieses ist eine Teilliste mit 234 Einträgen von Personen, deren Namen mit den Buchstaben „Von“ beginnt.

## Von
- Von Adlerberg, Juliana (1760–1839), russische Hofdame und Prinzenerzieherin
- von Appen, Henrik (* 1994), chilenischer Skirennläufer
- von Arburg, Hans-Georg (* 1966), Schweizer Literaturwissenschaftler und Kulturwissenschaftler
- Von Baranoff, Johann (1811–1884), russischer General der Infanterie
- Von Baranoff, Nikolai (1808–1883), russischer General der Infanterie in der Kaiserlich-russischen Armee
- Von Bargen, Daniel (1950–2015), US-amerikanischer Schauspieler
- Von Berg, Rodolphe (* 1993), US-amerikanischer Triathlet
- Von Brunnow, Nikolaj (1808–1885), russischer Generalmajor
- von Bulgarien, Maria-Keratsa (1348–1390), Prinzessin von Bulgarien und Kaiserin des Byzantinischen Reiches
- Von Clegg, Thaddeus, amerikanischer Uhrmacher deutscher Herkunft
- Von der Heydt, James (1919–2013), US-amerikanischer Jurist und Politiker
- Von der Mühll, Henri-Robert (1898–1980), Schweizer Architekt, Designer, Grafikdesigner, Zeichner, Maler, Autor und Publizist
- Von der Osten, Carl Friedrich (1795–1878), deutschstämmiger Adliger und kaiserlich russischer Offizier
- Von der Pahlen, Friedrich (1780–1863), russischer Diplomat, wirklicher Geheimer Rat, Mitglied des kaiserlich-russischen Staatsrates sowie Generalgouverneur von Neurussland
- von der Weid, Pierre (1766–1810), General der Helvetischen Republik
- Von Detten, Erik (* 1982), US-amerikanischer Filmschauspieler
- Von Dittmar, Maxim Napolinowitsch (1902–1926), estnischer Student, der im Rahmen der Kindermann-Wolscht-Affäre verhaftet, angeklagt und verurteilt worden war
- Von Dohlen, Lenny (1958–2022), US-amerikanischer Schauspieler
- Von Eeden, Trevor (* 1959), US-amerikanischer Comiczeichner
- Von Einsiedel, Orlando (* 1980), britischer Dokumentarfilmer
- Von Erich, Chris (1969–1991), US-amerikanischer Wrestler
- Von Erich, Fritz (1929–1997), US-amerikanischer Wrestler
- Von Erich, Kerry (1960–1993), US-amerikanischer Wrestler
- Von Erich, Kevin (* 1957), US-amerikanischer Wrestler
- Von Erich, Lacey (* 1986), US-amerikanische Wrestlerin
- Von Erich, Mike (1964–1987), US-amerikanischer Wrestler
- Von Essen, Eric (1954–1997), US-amerikanischer Jazz-Bassist und Komponist
- Von Essen, Magnus Gustav (1758–1813), russischer Generalleutnant und zuletzt Militärgouverneur von Riga, sowie Besitzer des Gutes Asserien
- Von Fölkersahm, Georg Friedrich (1764–1848), russischer Geheimer Rat und Zivilgouverneur von Livland
- Von Frankenstein, Doyle Wolfgang (* 1964), US-amerikanischer RockmusikerDoyle Wolfgang von Frankenstein (* 1964)

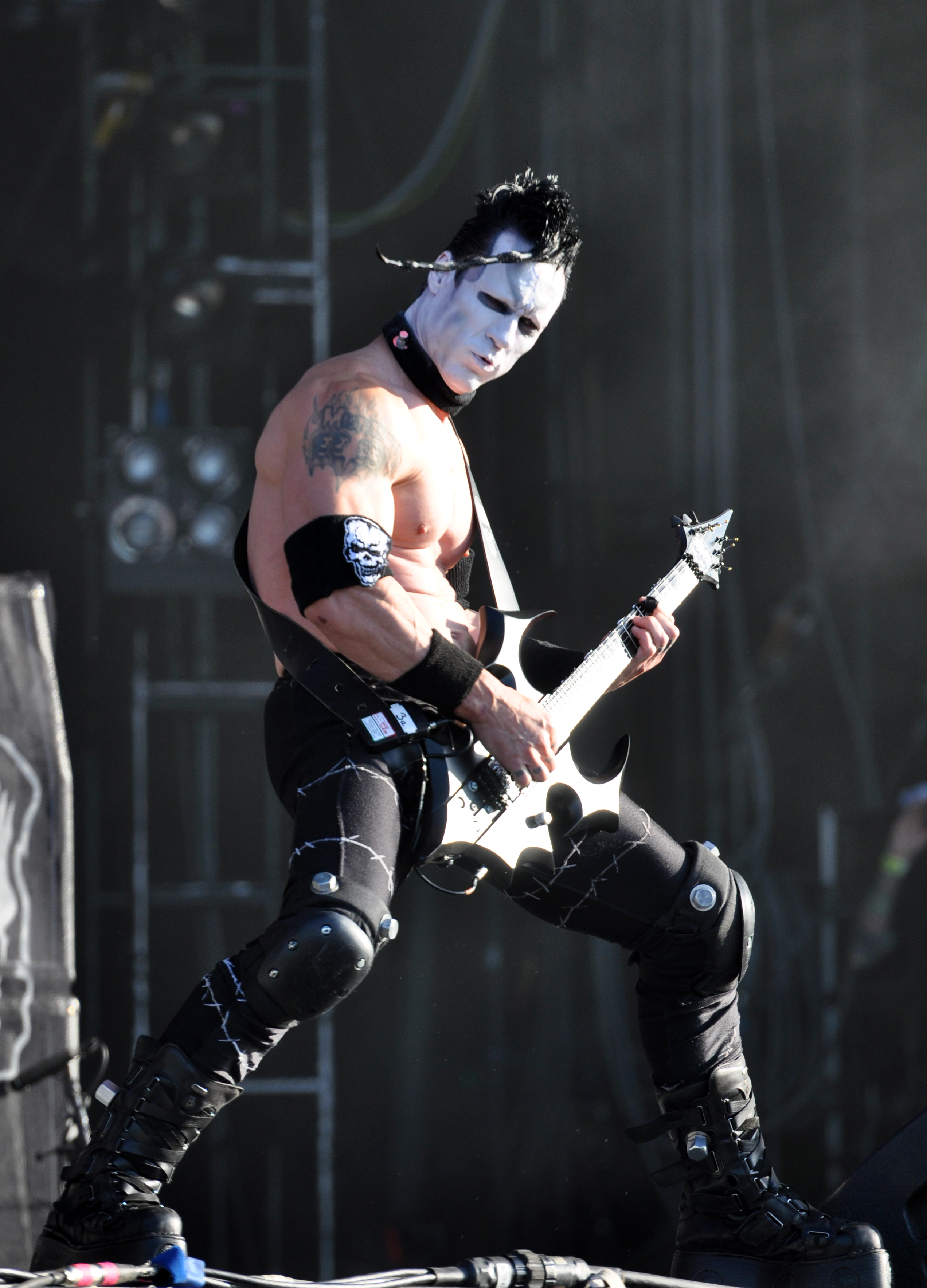
Doyle Wolfgang von Frankenstein (* 1964)

- Von Gimborn, Gabriele (* 1959), österreichische Medizinerin und Politikerin (Team Stronach), Landtagsabgeordnete
- Von Grünewaldt, Moritz (1797–1877), russischer General der Kavallerie und Mitglied des russischen Staatsrats
- von Grünigen, Michael (* 1969), Schweizer Skirennfahrer
- Von Heiland, Erika (* 1965), US-amerikanische Badmintonspielerin philippinischer Herkunft
- Von Heiseler, Emilia (* 1994), deutsche Schauspielerin
- Von Helffreich, Gotthard August (1776–1843), russischer Generalleutnant
- Von Hippel, Frank (* 1937), US-amerikanischer Physiker
- Von Hippel, William (* 1963), US-amerikanisch-australischer Sozialpsychologe
- Von Hoff, Steele (* 1987), australischer Straßenradrennfahrer
- Von Hoffman, Brant, US-amerikanischer Schauspieler
- von Hohenlohe, Max (1931–1994), liechtensteinischer Skirennläufer
- von Holzhausen, Franz (* 1968), US-amerikanischer Automobildesigner, Chefdesigner von Tesla Motors
- von Känel, Hans (* 1940), Schweizer Bergsteiger
- Von Kann, Clifton (1915–2014), US-amerikanischer Offizier, Generalmajor der US-Army
- Von Kienbusch, Carl Otto Kretzschmar (1884–1976), US-amerikanischer Geschäftsmann und Waffensammler
- Von Knorring, Karl (1774–1817), russischer Generalmajor deutschbaltischer Abstammung
- von Kuhlberg, Herbert von (1893–1915), russischer Schwimmer
- Von Kurowsky, Agnes (1892–1984), US-amerikanische Krankenschwester
- von Lampe, Alexei Alexandrowitsch (1885–1967), russischer Offizier
- Von Lohmann, Fred, US-amerikanischer Anwalt
- von Matt, Josef (1847–1920), Schweizer Politiker
- Von Meck, Karl (1821–1876), deutschbaltisch-russischer Eisenbahnunternehmer und Mäzen
- von Meyenn, Constanze (* 1997), deutsche Volleyballspielerin
- von Meyern, Ellen (1883–1912), neuseeländische Malerin deutscher Abstammung
- Von Neumann, Klara Dan (1911–1963), ungarisch-amerikanische Informatikerin
- Von Nida, Norman (1914–2007), australischer Golfer
- Von Phul, Anna Maria (1786–1823), amerikanische Künstlerin
- Von Reuter, Florizel (1890–1985), US-amerikanischer Violinvirtuose und Komponist
- von Rosen, Andreas Hermann Heinrich (1799–1884), russischer Leutnant, Dekabrist und Schriftsteller
- Von Rosen, Friedrich (1834–1902), russischer Mineraloge
- Von Ruden, Tom (1944–2018), US-amerikanischer Mittelstreckenläufer
- Von Rüdiger, Friedrich Alexander (1783–1856), russischer General
- Von Schirach, Otto (* 1978), US-amerikanischer IDM- und Breakcore-Musiker
- Von Schmidt, Eric (1931–2007), US-amerikanischer Maler, Illustrator und Singer-Songwriter
- von Siebenthal, Béatrice (* 1964), Schweizer Fussballspielerin
- Von Sievers, Kissa (* 1889), kaiserlich russisches Hoffräulein und eine Schauspielerin der Stummfilmzeit
- Von Stein, Lenore (* 1946), US-amerikanische Komponistin und Sängerin
- von Stengel, Georg (1814–1882), bayerischer Baubeamter und Architekt
- Von Teese, Dita (* 1972), US-amerikanische TänzerinDita Von Teese (* 1972)

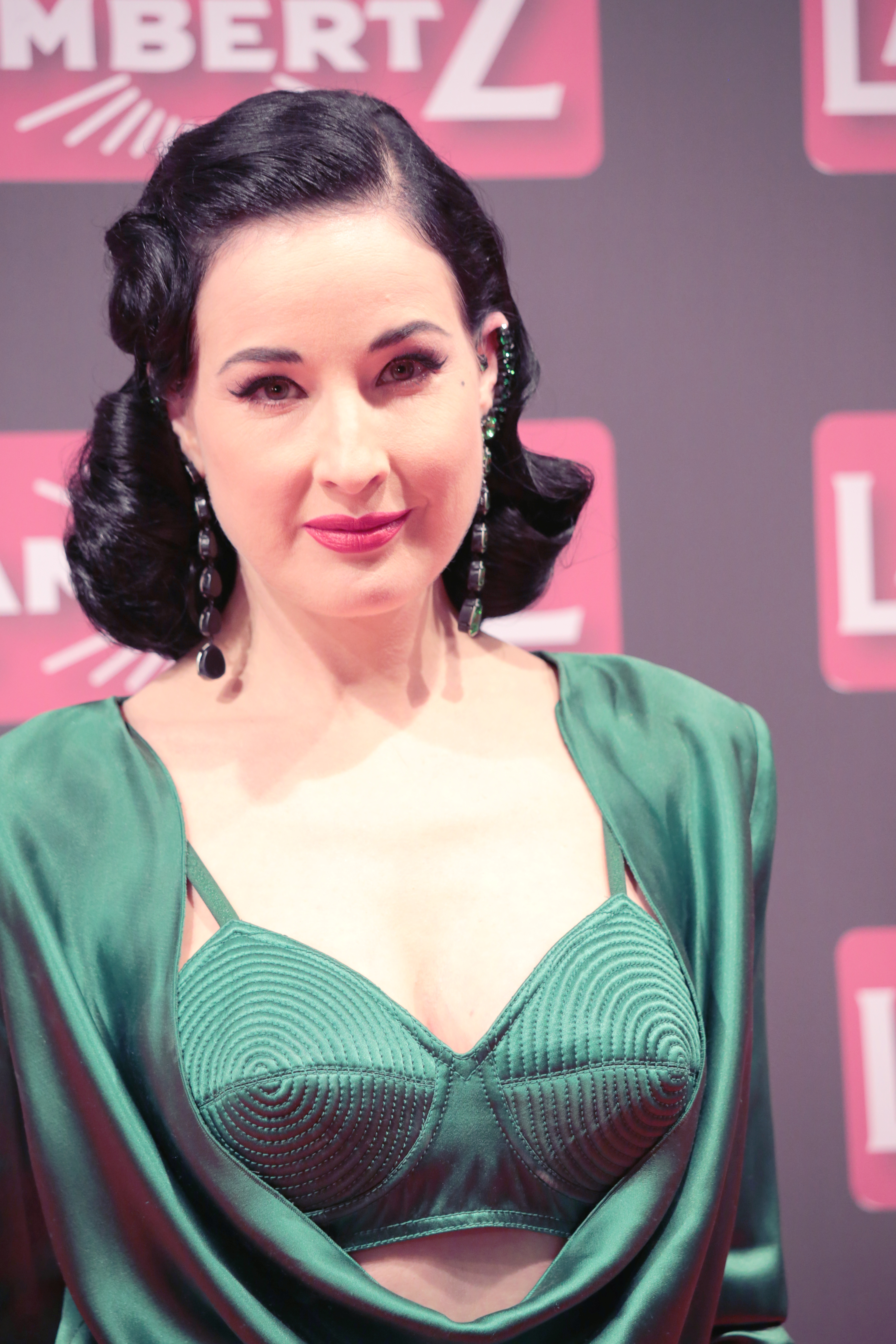
Dita Von Teese (* 1972)

- Von Tiesenhausen, Paul (1774–1864), baltendeutscher Adliger und Offizier der russischen Armee
- Von Tilzer, Albert (1878–1956), amerikanischer Musikproduzent
- Von Venediger, Thomas Georg (1686–1732), russischer Generalmajor
- von Waaden, Dominick (* 1999), US-amerikanisch-deutscher Basketballspieler
- Von Wiegand, Charmion (1896–1983), US-amerikanische Journalistin, Kunstkritikerin und Malerin
- Von Zell, Harry (1906–1981), US-amerikanischer Rundfunk- und Fernsehsprecher, Schauspieler und Sänger
- Von, Theo (* 1980), US-amerikanischer Komiker und Podcaster

### Vona
- Vona (* 1992), deutscher Musiker
- Vona, Alexandru (1922–2004), rumänischer Schriftsteller und Architekt
- Vona, Emanuele (* 1983), italienischer Radrennfahrer
- Vona, Gábor (* 1978), ungarischer Politiker, Mitglied des Parlaments
- Vonach, Andreas (* 1969), österreichischer Theologe
- Vonach, Herbert (1931–2019), österreichischer Physiker
- Vonarb, Julian (* 1972), deutscher KommunalpolitikerJulian Vonarb (* 1972)

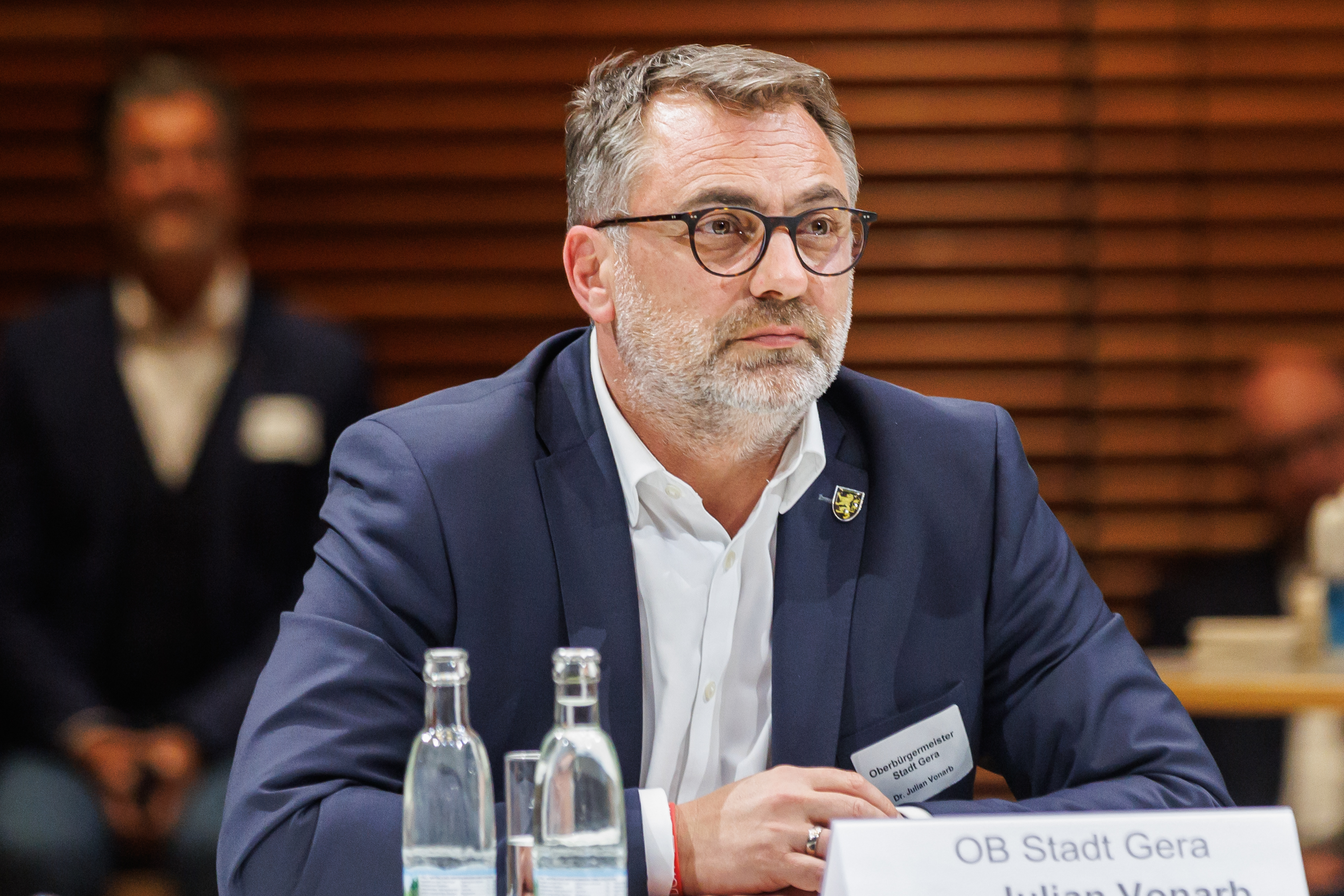
Julian Vonarb (* 1972)

- Vonarburg, André (* 1978), Schweizer Ruderer
- Vonarburg, Élisabeth (* 1947), kanadische Schriftstellerin
- Vonarburg, Verena (* 1967), Schweizer Journalistin und Medienfachfrau
- Vonášek, Roman (* 1968), tschechischer Fußballspieler

### Vonb
- Vonbank, Elmar (1921–2009), österreichischer Archäologe
- Vonbank, Josef (1905–1936), österreichischer Politiker (CSP), Landtagsabgeordneter zum Vorarlberger Landtag
- Vonbank, Karl (1895–1975), österreichischer Politiker (NSDAP, VdU/FPÖ), Landtagsabgeordneter zum Vorarlberger Landtag
- Vonbank, Michael (* 1996), österreichischer Golfsportler
- Vonbank, Walter, österreichischer Orgelbauer
- Vonbank-Schedler, Uli (* 1961), österreichische Kulturschaffende, Kuratorin und bildende Künstlerin
- Vonberg, Ralf-Peter (* 1973), deutscher Arzt und Professor an der Medizinischen Hochschule Hannover
- Vonbühl, Kaspar von, Schweizer Bürgermeister
- Vonbun, Anton (1799–1864), deutscher Jurist und Politiker
- Vonbun, Franz Josef (1824–1870), österreichischer Arzt, Mundartdichter und Sagensammler
- Vonbun, Josef (1902–1984), österreichisch-deutscher Facharzt für Psychiatrie und Neurologie sowie NS-Arzt

### Vonc
- Voncampe, Victoria (* 1941), deutsche Fernsehansagerin, Schauspielerin und Moderatorin
- Vončina, Vid (* 1985), slowenischer Biathlet
- Vonck, Jan Frans (1743–1792), niederländischer Jurist und einer der Führer der Brabanter Revolution
- Voncken, Jules (1887–1975), belgischer Generalstabsarzt, Sanitätsinspekteur und ICMM-Generalsekretär

### Vond
- Vondal, Karl (1953–2024), österreichischer bildender Künstler
- Vondano, Theo (1926–1993), deutscher Politiker (CDU), MdL
- Vonde, Detlef (* 1954), deutscher Historiker und Erwachsenenbildner
- Vondel, Joost van den (1587–1679), niederländischer Dichter und DramatikerJoost van den Vondel (1587–1679)

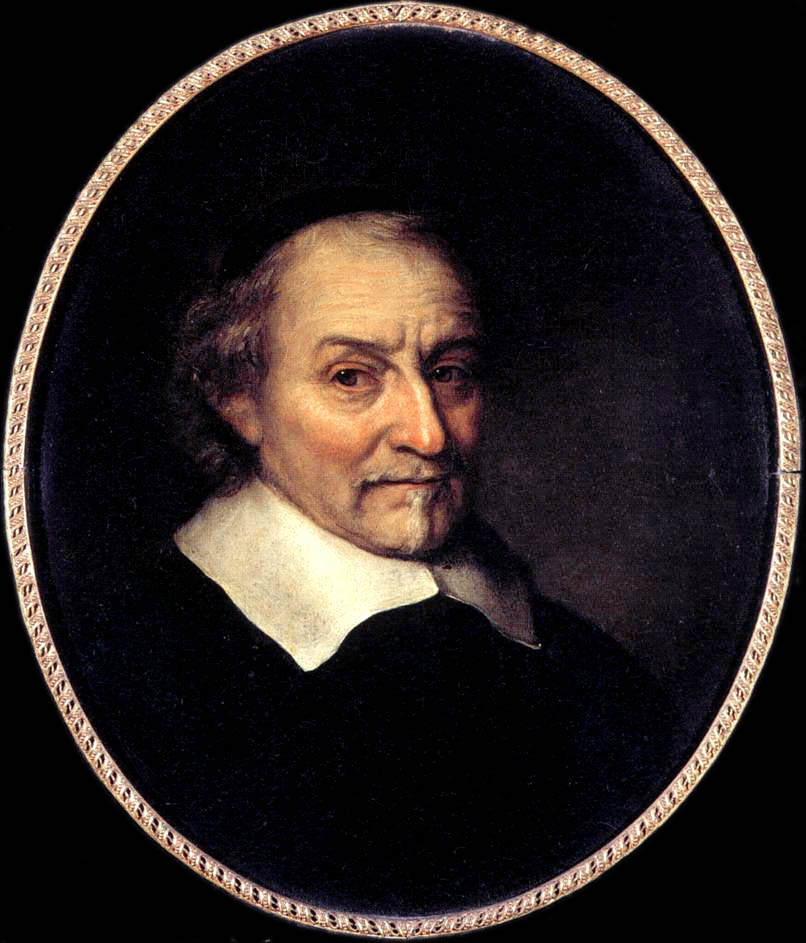
Joost van den Vondel (1587–1679)

- Vondeling, Anne (1916–1979), niederländischer Politiker (PvdA)
- Vondenburg, Jean-Paul (* 1964), schwedischer Fußballspieler
- Vondenhoff, Andreas (* 1968), deutscher Poolbillardspieler
- Vondenhoff, Bruno (1902–1982), deutscher Dirigent, Intendant, Musikwissenschaftler und Hochschullehrer
- Vondenhoff, Eleonore (1900–1994), österreichische Schauspielerin
- Vonder Putten, Gerardo (* 1988), uruguayischer Fußballspieler
- Vonderach, Andreas (* 1964), deutscher Historiker, Anthropologe und Publizist
- Vonderach, Gerd (* 1941), deutscher Soziologe
- Vonderach, Johannes (1916–1994), Schweizer Geistlicher, Bischof von Chur
- Vonderau, Asta, litauisch-deutsche Ethnologin
- Vonderau, Joseph (1863–1951), deutscher Archäologe
- Vonderau, Patrick (* 1968), deutscher Medienwissenschaftler
- Vonderlinn, Jakob (1855–1939), deutscher Ingenieur, Mathematiker und Hochschullehrer für darstellende Geometrie
- Vonderlinn, Julia (* 1942), Schweizer Schauspielerin und Teppichkünstlerin
- Vonderscheer, Leo (1864–1929), französisch-deutscher Jurist, und Politiker, MdR
- Vonderthann, Hans (1937–1993), deutscher Volksschauspieler (Bayern)
- Vonderweid, Alfred (1804–1881), Schweizer Politiker
- Vonderwerth, Klaus (1936–2016), deutscher Grafiker und Cartoonist
- Vondey, Wolfgang (* 1967), deutscher Theologe und Professor für christliche Theologie
- Vondra, Alexandr (* 1961), tschechischer Politiker
- Vondra, Jan (* 1977), tschechischer Badmintonspieler
- Vondráček, Jiří (* 1988), tschechischer Dreispringer
- Vondráček, Libor (* 1994), tschechischer Politiker und Jurist
- Vondráček, Lukáš (* 1986), tschechischer Pianist
- Vondráček, Radek (* 1973), tschechischer Politiker, Vorsitzender des Abgeordnetenhauses des Parlamentes
- Vondráček, Rudolf (1881–1938), tschechischer Chemiker und Metallurge
- Vondráček, Vladimír (* 1949), tschechoslowakischer Radrennfahrer
- Vondráčková, Helena (* 1947), tschechische Sängerin, Schauspielerin und MusicaldarstellerinHelena Vondráčková (* 1947)

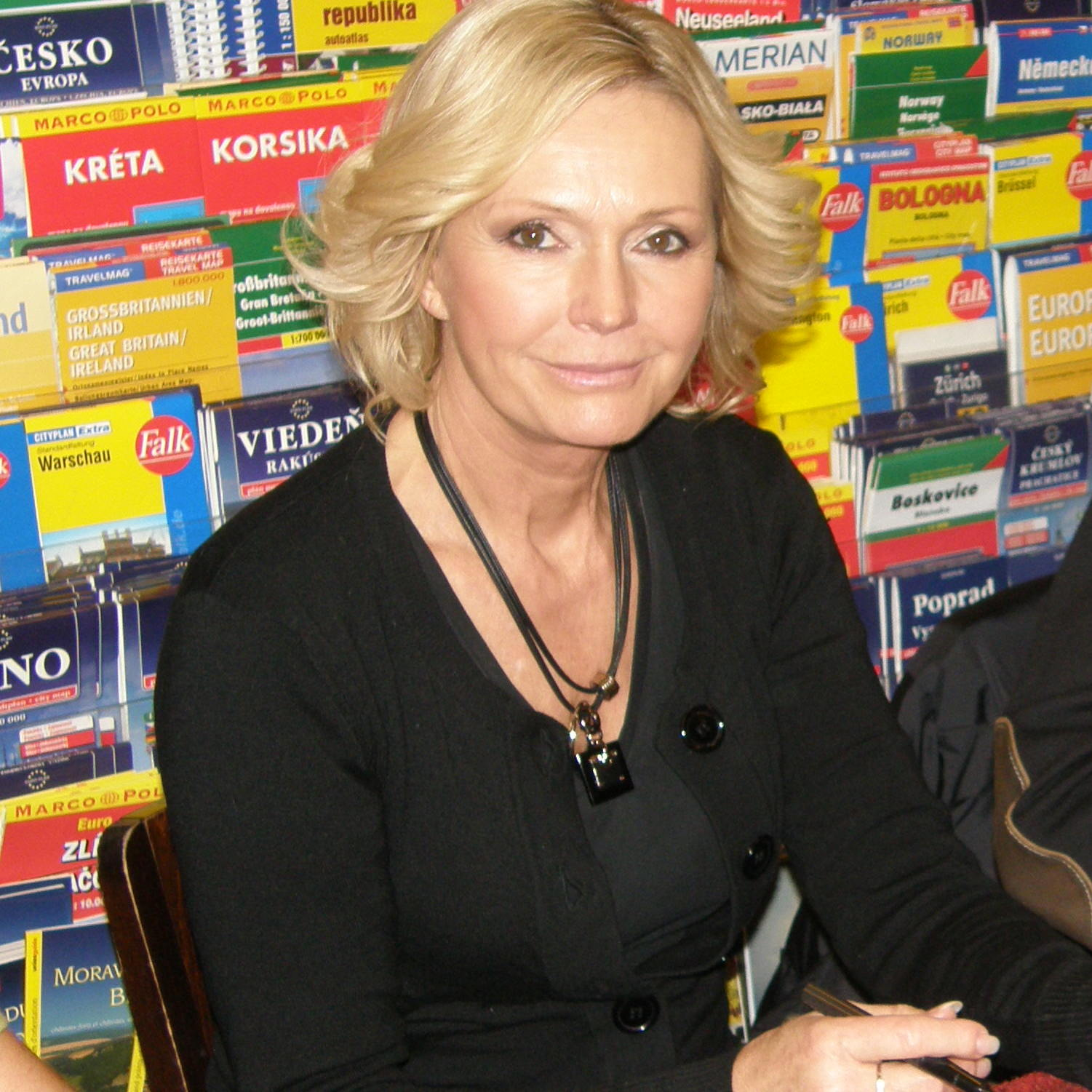
Helena Vondráčková (* 1947)

- Vondráčková, Lucie (* 1980), tschechische Schauspielerin, Synchronsprecherin und Sängerin
- Vondrák, Ivo (* 1959), tschechischer Ingenieurwissenschaftler, Informatiker und Universitätspräsident
- Vondran, Dirk, deutscher Theaterschauspieler und Hochschullehrer
- Vondran, Florian (* 1981), deutscher Transplantationsmediziner und Viszeralchirurg
- Vondran, Ruprecht (* 1935), deutscher Verbandsfunktionär und Politiker (CDU), MdB
- Vondrka, Michal (* 1982), tschechischer Eishockeyspieler
- Vondroušová, Markéta (* 1999), tschechische TennisspielerinMarkéta Vondroušová (* 1999)

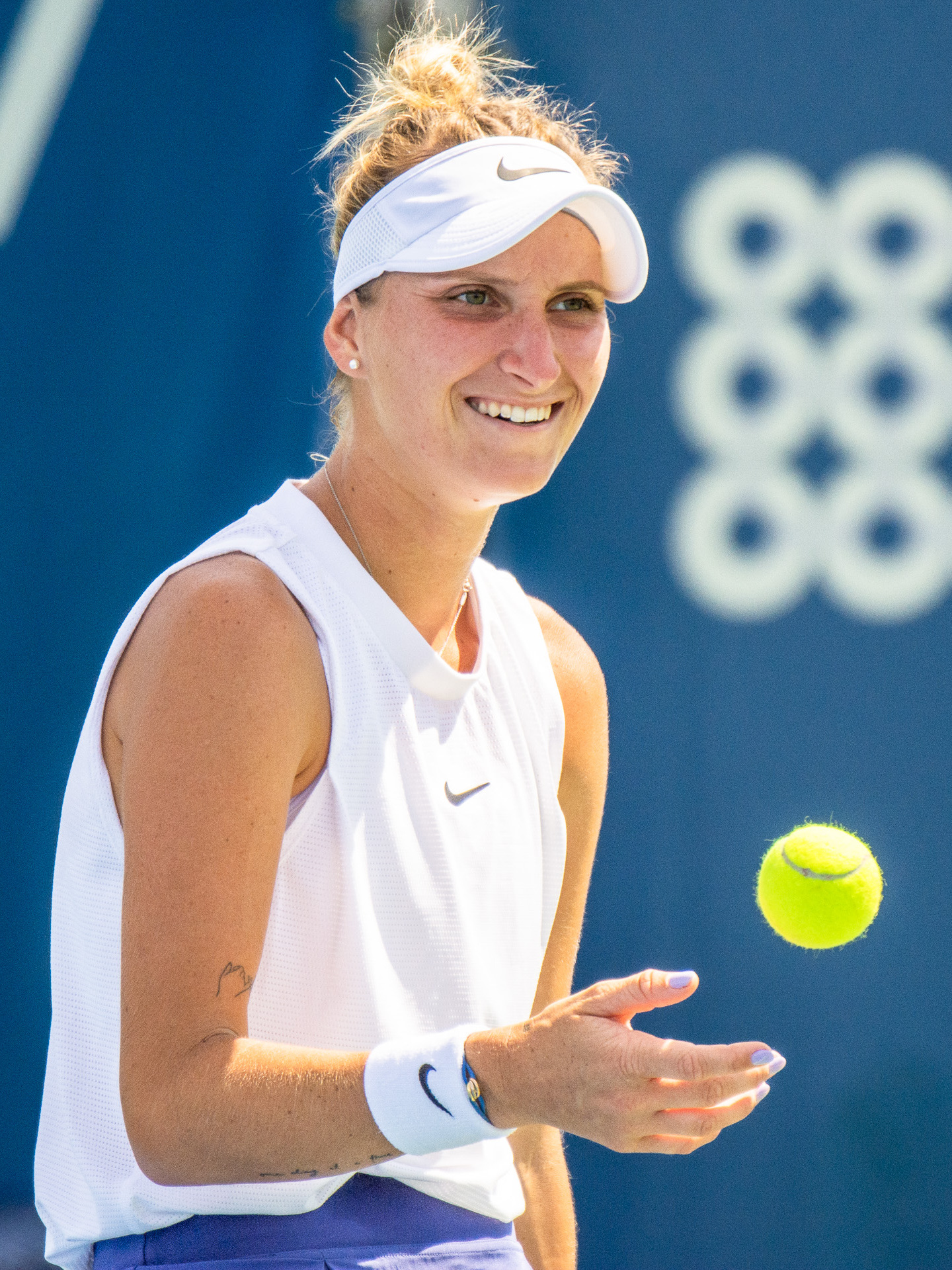
Markéta Vondroušová (* 1999)

- Vondrová, Lada (* 1999), tschechische Hürdenläuferin
- Vondrová, Martina (* 1972), tschechische Skilangläuferin
- Vondrovec, Klaus (* 1976), österreichisches Numismatiker
- Vondruška, Isidor (1865–1944), tschechischer katholischer Geistlicher, Hagiograph und Autor
- Vondruška, Josef (* 1948), tschechischer Justizvollzugsbeamter und Politiker
- Vondruška, Josef (1952–2014), tschechischer Dichter, Romancier und Musiker
- Vondruška, Milan (* 1925), tschechoslowakischer Politiker
- Vondruška, Pavel (1925–2011), tschechischer Schauspieler und Musiker
- Vondruška, Rostislav (1961–2024), tschechischer Politiker
- Vondruška, Vlastimil (* 1955), tschechischer Historiker, Ethnograph, Publizist und Schriftsteller
- Vondung, Anke (* 1972), deutsche Opernsängerin (Mezzosopran, Alt)
- Vondung, Klaus (* 1941), deutscher Germanist und Kulturwissenschaftler

### Vone
- Vöneky, Silja (* 1969), deutsche Rechtswissenschaftlerin
- Vones, Andreas (* 1957), deutscher Bildjournalist
- Voneš, Jan (* 2000), tschechischer Radsportler
- Vones, Ludwig (* 1948), deutscher Historiker und Professor für die Geschichte des Mittelalters
- Vones, Rudolf (1906–1967), österreichischer Schauspieler und Dokumentarfilmer
- Vones-Liebenstein, Ursula (* 1947), deutsche Historikerin und Übersetzerin
- Voneschen, Edy (1892–1982), Schweizer Kunstmaler
- Vonesh, Raymond James (1916–1991), US-amerikanischer römisch-katholischer Geistlicher, Weihbischof in Joliet in Illinois
- Vonessen, Franz (1892–1970), deutscher Arzt
- Vonessen, Franz (1923–2011), deutscher Philosoph und Publizist

### Vonf
- Vonficht, Georg (1882–1964), Bürgermeister von Traunstein

### Vong
- Vong, Lu Veng (* 1950), hongkong-chinesischer Tischtennisspieler
- Vong, Manuel (* 1962), osttimoresischer Politiker
- Vongchiengkham, Soukaphone (* 1992), laotischer Fußballspieler
- Vongerichten, Eduard (1852–1930), deutscher Chemiker
- Vongmaneechanh, Khonekeo, laotischer Fußballspieler
- Vongoli, Ekaterini (* 1970), griechische Diskuswerferin
- Vongsa, Thinnakone (* 1992), laotischer Fußballspieler
- Vongsavanh, Xaidavahn (* 2000), laotischer Sprinter
- Vongvichit, Phoumi (1909–1994), laotischer Politiker

### Vonh
- Vonhausen, Christian (1806–1876), Landtagsabgeordneter Herzogtum Nassau
- Vonhof, Cornelia (* 1961), deutsche Bibliothekswissenschaftlerin
- Vonhof, Frédéric (* 1975), deutscher Theater-, Film- und Fernsehschauspieler und Synchronsprecher
- Vonhof, Fritz (* 1907), deutscher Bobfahrer
- Vonhof, Mario (* 1975), deutscher Radrennfahrer
- Vonhof, Peter (* 1949), deutscher Radrennfahrer
- Vonhoff, Erika (1924–2011), deutsche Bildhauerin
- Vonhoff, Heinz (1922–1998), deutscher Volksschullehrer, Religionslehrer und Autor
- Vonhoff, Henk (1931–2010), niederländischer Politiker (VVD)
- Vonholdt, Christl Ruth (* 1954), deutsche Autorin, Ärztin, Vorstandsmitglied des Deutschen Instituts für Jugend und Gesellschaft

### Voni
- Vonić, Leonardo (* 2003), kroatisch-deutscher Fußballspieler
- Vonier, Ansgar (1875–1938), deutscher Benediktiner, Abt von Buckfast Abbey, theologischer Autor
- Vonier, Monika (* 1980), österreichische Politikerin (ÖVP), Abgeordnete zum Vorarlberger Landtag

### Vonk
- Vonk, Corry (1901–1988), niederländische Kabarettistin und Schauspielerin
- Vonk, Hans (1942–2004), niederländischer Dirigent
- Vonk, Hans (* 1970), niederländisch-südafrikanischer Fußballspieler
- Vonk, Henk (1942–2019), niederländischer Fußballtrainer
- Vonk, Theo (* 1947), niederländischer Fußballspieler und -trainer
- Vonkennel, Josef (1897–1963), deutscher Dermatologe, Hochschullehrer und SS-Führer
- Vonkilch, Andreas (* 1973), österreichischer Jurist und Universitätsprofessor am Institut für Zivilrecht der Leopold-Franzens-Universität Innsbruck
- Voňková, Claudia (* 1985), niederländische Fußballspielerin
- Voňková, Lucie (* 1992), tschechische Fußballspielerin

### Vonl
- Vonlanden, Marcel (* 1933), Schweizer Fussballspieler
- Vonlanthen, Beat (* 1957), Schweizer Politiker
- Vonlanthen, Jo (* 1942), Schweizer Rennfahrer
- Vonlanthen, Johan (* 1986), kolumbianisch-schweizerischer FußballspielerJohan Vonlanthen (* 1986)

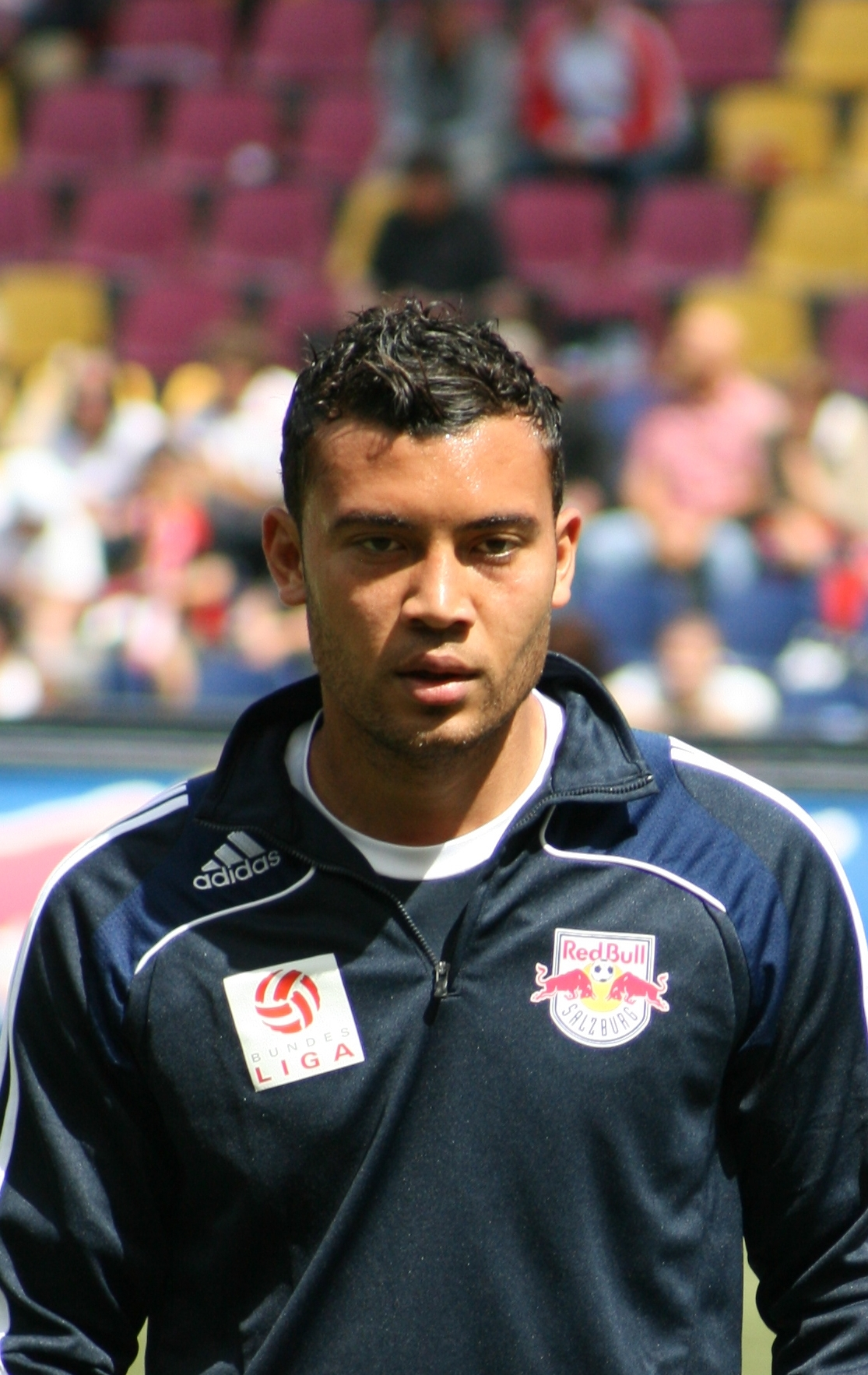
Johan Vonlanthen (* 1986)

- Vonlanthen, Louis (1889–1937), Schweizer Zeichner und Maler
- Vonlanthen, Lucas (* 1981), Schweizer Skispringer und Nordischer Kombinierer
- Vonlanthen, Roger (1930–2020), Schweizer Fussballspieler und Fussballtrainer
- Vonlanthen, Vinz (1959–2024), Schweizer Jazz- und Improvisationsmusiker
- Vonleh, Noah (* 1995), US-amerikanischer Basketballspieler

### Vonm
- Vonmatt, Josef (1815–1894), Schweizer Politiker und Richter
- Vonmentlen, Agatha (1585–1665), Schweizer Äbtissin im Kloster Paradies
- Vonmentlen, Dorothea, eidgenössische Heilkundige und Ärztin
- Vonmetz, Hans (1905–1975), österreichischer Bildhauer und Maler
- Vonmoos, Angiolina (1862–1955), Schweizer Schriftstellerin
- Vonmoos, Johann (1873–1956), Schweizer Politiker (FDP)

### Vonn
- Vonn, Lindsey (* 1984), US-amerikanische SkirennläuferinLindsey Vonn (* 1984)

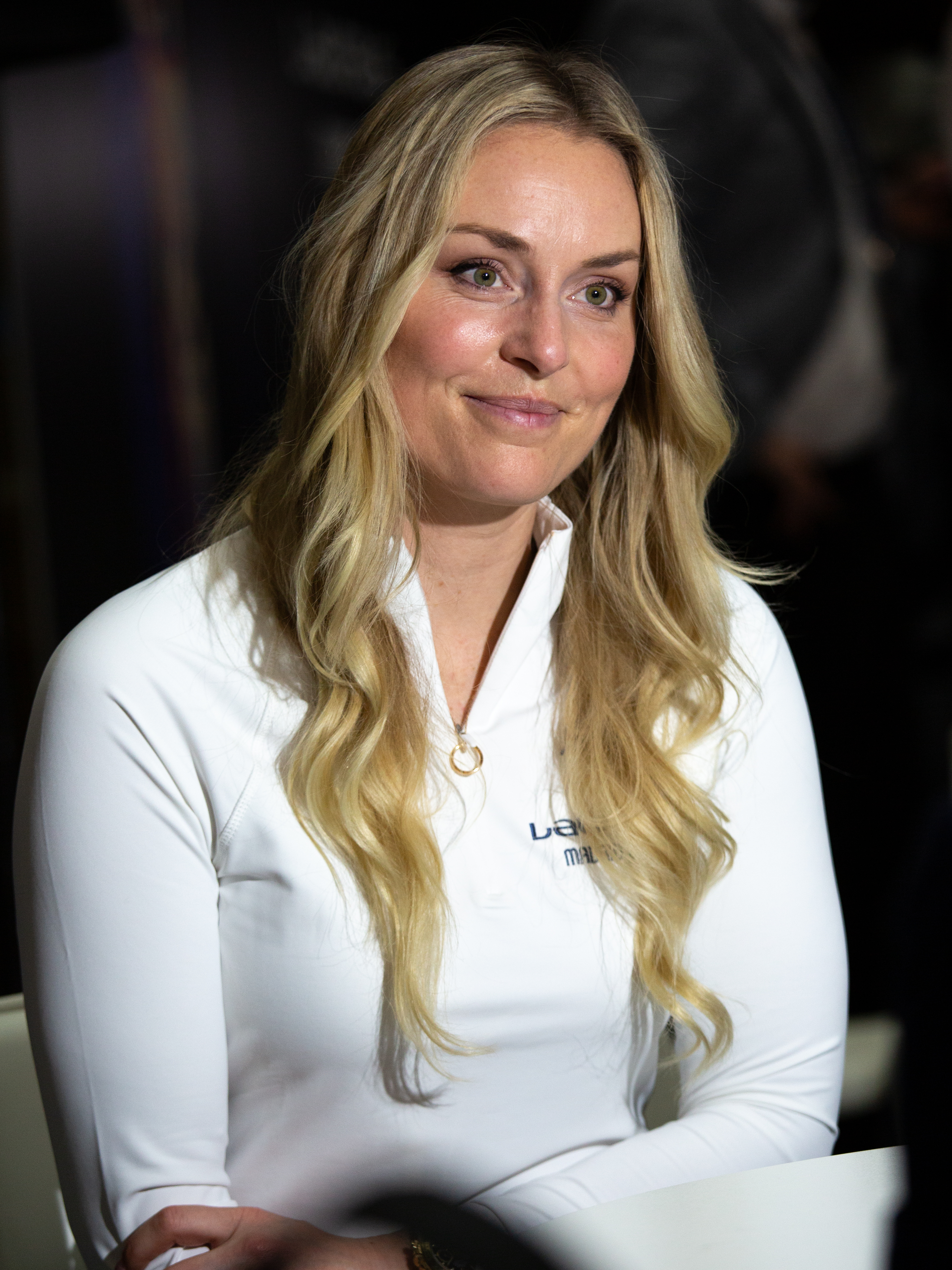
Lindsey Vonn (* 1984)

- Vonn, Thomas (* 1975), US-amerikanischer Skirennläufer
- Vonne, Patricia (* 1969), US-amerikanische Musikerin und Schauspielerin
- Vonnegut, Bernard (1914–1997), US-amerikanischer Meteorologe
- Vonnegut, Kurt (1922–2007), US-amerikanischer Schriftsteller
- Vonnekold, Gabriele (1952–2024), deutsche Politikerin (AL, Bündnis 90/Die Grünen), MdA
- Vonnoh, Robert (1858–1933), US-amerikanischer Maler

### Vono
- Vonones, indischer König
- Vonones I. († 19), parthischer König
- Vonones II. († 51), parthischer König

### Vonp
- Vonplon, Ester (* 1980), schweizerische Fotografin

### Vonr
- Vonroth, Max (1888–1957), deutscher Bankkaufmann und Senator (Bayern)

### Vons
- VonStroke, Claude (* 1971), US-amerikanischer Techno-Musiker und -DJ

### Vont
- Vontobel, Eddy (* 1958), Schweizer Radrennfahrer
- Vontobel, Hans (1916–2016), Schweizer Bankier und Mäzen
- Vontobel, Hansrudolf (* 1940), Schweizer Innenarchitekt, Produktdesigner, Kunstlehrer und Unternehmer
- Vontobel, Roger (* 1977), Schweizer Regisseur
- Vontobel, Werner (* 1946), Schweizer Wirtschaftsjournalist und Sachbuchautor
- Vontobel, William (1909–1973), Schweizer Politiker (LdU)
- Vontra, Gerhard (1920–2010), deutscher Zeichner und Karikaturist
- Vontz, Emily (* 2000), deutsche Politikerin (SPD)

### Vonw
- Vonwald, Karl (1933–2008), österreichischer Landwirt und Politiker (ÖVP), Abgeordneter zum Nationalrat
- Vonwiller, David (1794–1856), Schweizer Industrieller

### Vonz
- Vonžutaitė, Vitalija (* 1980), litauische Politikerin